# ふわっち presents らじおっつ
『ふわっち presents らじおっつ』は、TBSラジオで放送されているラジオ番組である。ふわっちによる提供番組。放送時間は毎週月曜～金曜 23:55 - 24:00 （日本標準時）。
2020年11月2日放送開始。グレープカンパニー所属のお笑い芸人が週替わりでパーソナリティを担当している。

## 出演者
- 東京ホテイソン
- カカロニ
- ゾフィー
- ティモンディ
- ランジャタイ（伊藤が活動休止中には国崎とマツモトクラブが出演）
- お見送り芸人しんいち、あぁ〜しらき
- カミナリ
- ツンツクツン万博
- 忠犬立ハチ高

### 備考
- 2021年12月27日週は、年末特別編として東京ホテイソンのたけるとゾフィーの上田が2人で担当。
- 2022年3月28日週は、東京ホテイソンのたける、ゾフィーの上田、カカロニの栗谷が3人で担当。